# Mark Meadows
Mark Randall Meadows (Verdun, 28 de julho de 1959) é um político norte-americano que serviu como o 29º Chefe de Gabinete da Casa Branca de 2020 a 2021. Antes disso, foi membro da Câmara dos Representantes dos Estados Unidos de 2013 a 2020. Meadows foi considerado um dos maiores aliados de Donald Trump antes do cargo de Chefe de Gabinete.
É filiado ao Partido Republicano.